# Guarea thompsonii
Espèce
Synonymes
- Guarea le-testui Pellegr.[1]
- Guarea thompsonii[2]
- Leplaea thompsonii Guarea thompsonii Sprague & Hutch. (préféré par NCBI)[2]

Statut de conservation UICN

 VU A1c : Vulnérable
Guarea thompsonii est une espèce de plantes de la famille des Meliaceae.

## Publication originale
- Bulletin of Miscellaneous Information, Royal Gardens, Kew 1906: 245. 1906.